# Mellon Bank Center
Le Mellon Bank Center ou Nina Penn Center est un gratte-ciel de 54 étages et 241 mètres situé à Philadelphie, (Pennsylvanie) construit et livré en 1990.

## Description
Ce bâtiment a été conçu par la société d'architecture  Kohn Pedersen Fox et appartient au groupe HRPT. Il fut construit 1735 rue du marché (entre la rue du marché et le boulevard John F. Kennedy, juste à l'Est de la 18e rue) en lieu et place de l'ancien terminal de bus de Greyhound.
Mellon Bank Center est un complexe composé surtout de bureaux et connu sous deux appellations : Penn Center ou Nine Penn Center. Il comprend également une galerie marchande souterraine débouchant sur un jardin d'hiver contigu à la gare assurant la desserte de la banlieue.
Mellon Bank Center est le 109e plus grand gratte-ciel du monde (ou le 108e si l'on considère que le Minneapolis IDS Center fait 243 mètres et non pas 238 mètres selon nos sources d'information).
Un club privé, Pyramid Club, occupe l'appartement terrasse à la toiture pyramidale situé au 52e étage de la construction.
Parmi les occupants de cet édifice, on trouve :
- Les sièges sociaux de Sunoco, Citizens Bank, Aon Corporation, FMC Corporation
- Une antenne de la Goldman Sachs
- Les cabinets juridiques de Ballard Spahr Andrews & Ingersoll, LLP, Dilworth Paxson LLP.

Ce building a fait son apparition en 1993 dans le film Philadelphia avec Tom Hanks et Denzel Washington.

## Sources
- (en) Cet article est partiellement ou en totalité issu de l’article de Wikipédia en anglais intitulé « BNY Mellon Center (Philadelphia) » (voir la liste des auteurs).